# Kalinowa (Basse-Silésie)
Pour les articles homonymes, voir Kalinowa.
Kalinowa est une localité polonaise de la gmina de Wiązów, située dans le powiat de Strzelin en voïvodie de Basse-Silésie.